# Гая (Біхар)
Ґа́я (англ. Gaya) — місто в штаті Біхар, Індія, адміністративний центр округу Гая.

## Географія
Розташована в 100 км на південь від столиці Біхару Патни. Гая розкинулася на берегах річки Фалгу (яку в «Рамаяні» називають Ніранджана) і є святим місцем як для індуїстів, так і для буддистів. З трьох інших сторін Гая оточена невисокими кам'янистими пагорбами (Мангла-Гаурі, Шрінгастхан, Рамшила та Брахмайоні).

### Клімат
Місто знаходиться у зоні, котра характеризується вологим субтропічним кліматом. Найтепліший місяць — травень із середньою температурою 33.8 °C (92.8 °F). Найхолодніший місяць — січень, із середньою температурою 16.9 °С (62.4 °F).
| Клімат Ґаї              | Клімат Ґаї | Клімат Ґаї | Клімат Ґаї | Клімат Ґаї | Клімат Ґаї | Клімат Ґаї | Клімат Ґаї | Клімат Ґаї | Клімат Ґаї | Клімат Ґаї | Клімат Ґаї | Клімат Ґаї | Клімат Ґаї |
| Показник                | Січ.       | Лют.       | Бер.       | Квіт.      | Трав.      | Черв.      | Лип.       | Серп.      | Вер.       | Жовт.      | Лист.      | Груд.      | Рік        |
| Середній максимум, °C   | 23,8       | 26,9       | 33,4       | 38,8       | 40,8       | 38,1       | 33,4       | 32,4       | 32,6       | 31,9       | 28,7       | 24,8       | 32,1       |
| Середня температура, °C | 16,9       | 19,8       | 25,6       | 31,1       | 33,8       | 32,9       | 29,8       | 29,1       | 29         | 26,8       | 21,8       | 17,6       | 26,2       |
| Середній мінімум, °C    | 10         | 12,6       | 17,7       | 23,3       | 26,7       | 27,6       | 26,1       | 25,7       | 25,3       | 21,6       | 14,8       | 10,3       | 20,1       |
| Норма опадів, мм        | 20.1       | 19         | 11.7       | 7.5        | 21.3       | 137.3      | 313.9      | 327.6      | 205.7      | 52.6       | 10         | 3.6        | 1130.3     |
| ----------------------- | ---------- | ---------- | ---------- | ---------- | ---------- | ---------- | ---------- | ---------- | ---------- | ---------- | ---------- | ---------- | ---------- |
| Джерело: Weatherbase    |            |            |            |            |            |            |            |            |            |            |            |            |            |

## Історія
Ґая була частиною стародавнього царства Магадга. Назва міста походить від імені демона Гаясури (що в дослівному перекладі означає «демон Ґая»). Описується, що Вішну убив Гаясуру, задавивши його своєю стопою. В результаті Гаясура прийняв форму пагорбів, які в даний час оточують місто. Від дотику стопи Вішну Гаясура настільки очистився, що набув сили звільнювати від гріхів тих, хто торкався його або просто кидав на нього погляд. Після смерті Гаясури безліч людей почали приходити в Ґаю, щоб здійснювати обряд шраддга і очистити від гріхів своїх померлих родичів. Оскільки деви пообіцяли жити на тілі Гаясури після його смерти, на пагорбах, що оточують Гаю розташовано безліч храмів і святилищ, присвячених різним богам індуїзму. Відвідування вершин цих пагорбів є частиною традиційного паломництва. Основною визначною пам'яткою міста є храм Вішнупади, у якому можна отримати даршан відбитка стопи Вішну на камені.
Поблизу міста Ґая народився Дашратх Манджхі, який уславився тим, що самотужки прорубав прохід у горі, скоротивши шлях від рідного села до міста.